# Leon Uris
 (janvier 2012).
Si vous disposez d'ouvrages ou d'articles de référence ou si vous connaissez des sites web de qualité traitant du thème abordé ici, merci de compléter l'article en donnant les références utiles à sa vérifiabilité et en les liant à la section « Notes et références ».
Œuvres principales
- Armageddon
- Topaz

Leon Marcus Uris, né le 3 août 1924 à Baltimore au Maryland et mort le 21 juin 2003  à Shelter Island dans l'État de New York, est un romancier américain, connu pour ses romans historiques dont les plus connus sont Exodus, publié en 1958, et Trinité en 1976.

Mila 18 en 1961, Armageddon en 1963 et Topaz en 1967, ainsi que son premier roman, Le Cri de la victoire, en 1953, ont également fait sa notoriété .

## Biographie
Né à Baltimore aux États-Unis le 3 août 1924, il rejoint les Marines à dix-sept ans, après l'attaque de Pearl Harbor par l'armée japonaise et sert dans le Pacifique Sud pendant la Seconde Guerre mondiale. Il devient écrivain en 1950 avec Le Cri de la victoire, un bestseller.

## Œuvres

### Romans
- Le Cri de la victoire, Plon, 1954 ((en) Battle Cry, 1953)
- Trahison à Athènes, Seghers, 1960 ((en) The Angry Hills, 1955)
- Exodus, Robert Laffont, 1959 ((en) Exodus, 1958) ; rééd. Les Belles Lettres, coll. "Domaine étranger", Paris, 656 p., 2024  (ISBN 978-2251455150)
- Mila 18, Robert Laffont, 1962 ((en) Mila 18, 1961) ; rééd. Les Belles Lettres, coll. "Domaine étranger", Paris, 692 p., 2025  (ISBN 978-2251456577)
- Armageddon, Robert Laffont, 1965 ((en) Armaggedon: a Novel of Berlin, 1963)
- Topaz, L'Homme, 1968 ((en) Topaz, 1967)
- Q.B. 7, Robert Laffont, 1971 ((en) QB VII, 1970)
- Trinité, Robert Laffont, 1977 ((en) Trinity, 1976)
- Le Hadj, Robert Laffont, 1984 ((en) The Haj, 1984)
- Les Lions de Mitla, Stock, 1988 ((en) Mitla Pass, 1988)
- Rédemption, Robert Laffont, 1998 ((en) Redemption, 1995)
- (en) A God in Ruins, 1999

### Divers
- La Semaine des miracles, France-Empire, 1967 ((en) Strike Zion, 1967)Écrit avec William Stevenson.
- Au pays d'Exodus, Robert Laffont, 1961 ((en) Exodus Revisited, 1960)
- Tendre et fougueuse Irlande, Robert Laffont, 1975 ((en) Ireland, A Terrible Beauty, 1975)Écrit avec Jill Uris.
- Jérusalem : le Cantique des cantiques, Robert Laffont, 1981 ((en) Jerusalem: A Song of Songs, 1981)Écrit avec Jill Uris.